# Mascarenhasia arborescens
Mascarenhasia arborescens là một loài thực vật có hoa trong họ La bố ma. Loài này được A.DC. mô tả khoa học đầu tiên năm 1844.

## Hình ảnh

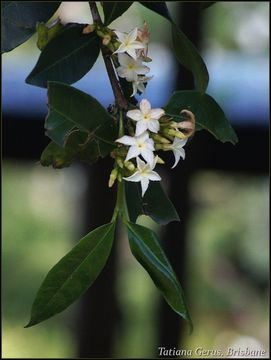